# Riwinus
Riwinus (XII wiek) - drugi znany z imienia kasztelan kłodzki w drugiej połowie XII wieku.
Podobnie jak w przypadku jego poprzednika Hronzaty nie znamy szczegółów dotyczących jego życia, co wynika z małej liczby źródeł dotyczących dziejów ziemi kłodzkiej z okresu pełnego średniowiecza. Wiadomo, że był on pochodzenia słowiańskiego oraz należał do stanu rycerskiego, a jego ojcem był niejaki Peregrinus. Zajmował stanowisko namiestnika ziemi kłodzkiej w 2 połowie XII wieku z ramienia króla czeskiego Sobiesława II i wzmiankowany jest jako świadek w dokumentach wydawanych przez tego władcę w latach 1175–1176. Początkowo wzmiankowany jest jako praefectus de Kladesc, a następnie pod tytułem castellano de Cladescho.